# Loïc Badé
Loïc Badé, né le 11 avril 2000 à Sèvres (Hauts-de-Seine), est un footballeur international français qui évolue au poste de défenseur central au Séville FC.
Il est appelé en équipe de France à partir de 2024.

## Biographie

### En club

#### Le Havre AC (2017-2020)
Natif de Sèvres en France, Loïc Badé grandit à Antony, dans le quartier des Baconnets. Il joue notamment au club de la ville, puis à l'AC Boulogne-Billancourt avant de rejoindre le Paris FC. En décembre 2016, il rejoint Le Havre AC. Le footballeur joue son premier match en professionnel le 10 janvier 2020, lors d'une rencontre de Ligue 2 face aux Chamois niortais. Il est titularisé lors de cette rencontre qui se solde par la victoire de son équipe (0-1).

#### RC Lens (2020-2021)
Alors qu'il est encore sous contrat stagiaire avec Le Havre lors de la saison 2019-2020, Loïc Badé s'engage avec le RC Lens pour la saison suivante où il y signe son premier contrat professionnel. Son arrivée chez les Sang et Or est officialisée le 30 juin, y paraphant un contrat de trois ans. Le joueur fait ses débuts en Ligue 1 lors de la première journée de la saison 2020-2021, titulaire face à l'OGC Nice, le 23 août 2020 (défaite 2-1). Il se révèle dans la défense à trois proposée par Franck Haise, aux côtés de Jonathan Gradit et Facundo Medina, mettant en avant la qualité de sa relance, sa lecture du jeu et son jeu de la tête.
L'athlète conclut le championnat avec 31 apparitions, dont 29 titularisations, récoltant 11 cartons jaunes. La belle saison du RC Lens les conduit à la septième place.

#### Stade rennais FC (2021-2023)
Loïc Badé s'engage officiellement avec le Stade rennais le 5 juillet 2021, y signant un contrat de cinq ans contre la somme de 16,5 M€ avec 3,5 M€ de bonus, palliant notamment le départ de Damien Da Silva. Le défenseur connaît un début d'aventure bretonne compliqué, étant expulsé en championnat le 29 août face à Angers (quatrième journée, défaite 2-0) et le 30 septembre en Ligue Europa Conférence sur la pelouse du Vitesse Arnhem (victoire 1-2), éprouvant notamment des difficultés à s'adapter à une défense à quatre et à trouver des automatismes avec Nayef Aguerd.

#### Prêt à Nottingham Forest (2022)
Le 2 septembre 2022, en manque de temps de jeu au Stade rennais FC, Loïc Badé est prêté à Nottingham Forest avec une option d'achat. Alors qu'il n'a joué aucun match avec Nottingham Forest, le joueur est prêté le 31 décembre 2022 au Séville FC avec une option d'achat estimé à 12 millions d'euros.

#### Prêt au Séville FC puis transfert définitif (depuis 2023)
Le 8 janvier 2023, Loïc Badé joue son premier match pour le Séville FC, lors d'une rencontre de championnat face au Getafe CF. Il entre en jeu et son équipe s'impose par deux buts à un.
Le footballeur inscrit son premier but pour le Séville FC le 16 avril 2023, lors d'une rencontre de championnat face au Valence CF. Titulaire, il ouvre le score et participe à la victoire de son équipe par deux buts à zéro.
Le 31 mai 2023, l'athlète remporte la Ligue Europa 2023 aux tirs au but face à l'AS Roma,.
Le 9 juin 2023, le Séville FC lève l'option d’achat du champion contre une somme de 12 millions d'euros,. Il paraphe un contrat de quatre ans, soit jusqu'en 2027,.
Le 2 septembre 2024, Badé prolonge son contrat avec Séville, étant désormais lié au club jusqu'en juin 2029.

### En sélection

#### En sélection jeune
Le 26 août 2021, Loïc Badé est appelé pour la première en équipe de France espoirs. Il est titularisé par Sylvain Ripoll face aux îles Féroé lors de la troisième journée des qualifications pour le championnat d'Europe espoirs 2023 (nul 1-1).
Le 8 juillet 2024, il figure dans la liste définitive des 18 joueurs convoqués par Thierry Henry pour participer aux Jeux olympiques d'été 2024 à Paris. Le 24 juillet lors du premier match de poules face aux États-Unis il inscrit le dernier but de la rencontre permettant aux siens de s'imposer 3-0.

#### Équipe de France A
Le 1er septembre 2024, il est appelé par Didier Deschamps avec l'équipe A, remplaçant Wesley Fofana. Il doit cependant lui aussi quitter le rassemblement pour forfait quelques jours plus tard. Le scénario se répète le 7 octobre 2024. Loïc Badé est de nouveau appelé par Didier Deschamps à la suite du forfait de Dayot Upamecano.
Le 21 mai 2025, il est appelé par Didier Deschamps pour participer à la phase finale de Ligue des nations. Il joue son premier match international en étant titulaire lors de la petite finale remportée deux buts à zéro contre l'Allemagne.

## Statistiques
| Saison                | Club                     | Championnat           | Championnat | Championnat | Championnat | Coupe(s) nationale(s) | Coupe(s) nationale(s) | Coupe(s) nationale(s) | Compétition(s) continentale(s) | Compétition(s) continentale(s) | Compétition(s) continentale(s) | Compétition(s) continentale(s) | Supercoupe UEFA | Supercoupe UEFA | Supercoupe UEFA | Total | Total | Total |
| Saison                | Club                     | Division              | M.          | B.          | P.d.        | M.                    | B.                    | P.d.                  | Comp.                          | M.                             | B.                             | P.d.                           | M.              | B.              | P.d.            | M.    | B.    | P.d.  |
| 2019-2020             | Le Havre AC              | Ligue 2               | 7           | 0           | 0           | -                     | -                     | -                     | -                              | -                              | -                              | -                              | -               | -               | -               | 7     | 0     | 0     |
| 2020-2021             | RC Lens                  | Ligue 1               | 31          | 0           | 0           | 2                     | 0                     | 0                     | -                              | -                              | -                              | -                              | -               | -               | -               | 33    | 0     | 0     |
| 2021-2022             | Stade rennais FC         | Ligue 1               | 14          | 0           | 1           | 2                     | 0                     | 0                     | C4                             | 5                              | 1                              | 0                              | -               | -               | -               | 21    | 1     | 1     |
| 2022-2023             | Stade rennais FC         | Ligue 1               | 1           | 0           | 1           | -                     | -                     | -                     | C3                             | -                              | -                              | -                              | -               | -               | -               | 1     | 0     | 1     |
| Sous-total            | Sous-total               | Sous-total            | 15          | 0           | 2           | 2                     | 0                     | 0                     | -                              | 5                              | 1                              | 0                              | 0               | 0               | 0               | 22    | 1     | 2     |
| 2022-2023             | Nottingham Forest (prêt) | Premier League        | -           | -           | -           | -                     | -                     | -                     | -                              | -                              | -                              | -                              | -               | -               | -               | 0     | 0     | 0     |
| 2022-2023             | Séville FC (prêt)        | La Liga               | 19          | 1           | 0           | 2                     | 0                     | 0                     | C3                             | 6                              | 1                              | 0                              | -               | -               | -               | 27    | 2     | 0     |
| 2023-2024             | Séville FC               | La Liga               | 28          | 0           | 0           | 2                     | 0                     | 0                     | C1                             | 2                              | 0                              | 0                              | 1               | 0               | 0               | 33    | 0     | 0     |
| 2024-2025             | Séville FC               | La Liga               | 32          | 1           | 1           | 1                     | 0                     | 0                     | -                              | -                              | -                              | -                              | -               | -               | -               | 33    | 1     | 1     |
| Sous-total            | Sous-total               | Sous-total            | 79          | 2           | 1           | 5                     | 0                     | 0                     | -                              | 8                              | 1                              | 0                              | 1               | 0               | 0               | 93    | 3     | 1     |
| Total sur la carrière | Total sur la carrière    | Total sur la carrière | 133         | 2           | 3           | 9                     | 0                     | 0                     | -                              | 13                             | 2                              | 0                              | 1               | 0               | 0               | 156   | 4     | 3     |

### En sélection nationale
| Saison                | Sélection             | Phases finales              | Phases finales | Phases finales | Phases finales | Éliminatoires | Éliminatoires | Éliminatoires | Ligue des nations | Ligue des nations | Ligue des nations | Matchs amicaux | Matchs amicaux | Matchs amicaux | Total | Total | Total |
| Saison                | Sélection             | Compétition                 | M              | B              | Pd             | M             | B             | Pd            | M                 | B                 | Pd                | M              | B              | Pd             | M     | B     | Pd    |
| --------------------- | --------------------- | --------------------------- | -------------- | -------------- | -------------- | ------------- | ------------- | ------------- | ----------------- | ----------------- | ----------------- | -------------- | -------------- | -------------- | ----- | ----- | ----- |
| 2024-2025             | France                | Ligue des nations 2024-2025 | 1              | 0              | -              | -             | -             | -             | -                 | -                 | -                 | -              | -              | -              | 1     | 0     | 0     |
| Total sur la carrière | Total sur la carrière | Total sur la carrière       | 1              | 0              | -              | -             | -             | -             | -                 | -                 | -                 | -              | -              | -              | 1     | 0     | 0     |

### Liste des matchs internationaux
| Matchs internationaux de Loïc Badé | Matchs internationaux de Loïc Badé | Matchs internationaux de Loïc Badé | Matchs internationaux de Loïc Badé | Matchs internationaux de Loïc Badé | Matchs internationaux de Loïc Badé | Matchs internationaux de Loïc Badé |
|                                    | Date                               | Lieu                               | Adversaire                         | Résultat                           | Compétition                        | Notes                              |
| ---------------------------------- | ---------------------------------- | ---------------------------------- | ---------------------------------- | ---------------------------------- | ---------------------------------- | ---------------------------------- |
| 1.                                 | 8 juin 2025                        | MHPArena, Stuttgart, Allemagne     | Allemagne                          | 0 - 2                              | Ligue des nations 2024-2025        | Titulaire.                         |

## Palmarès

### En club
Avec le Séville FC, Loïc Badé remporte la Ligue Europa en 2023 puis est finaliste de la Supercoupe de l'UEFA 2023.

### En équipe nationale
Avec l'équipe de France olympique, il est médaillé d'argent aux Jeux olympiques en 2024 avant de terminer troisième à la Ligue des nations en 2025 avec l'équipe première.
| Séville FC (1)                                                                  | France olympique                               | France                                   |
| ------------------------------------------------------------------------------- | ---------------------------------------------- | ---------------------------------------- |
| - Ligue Europa : - Vainqueur : 2023 - Supercoupe de l'UEFA : - Finaliste : 2023 | - Jeux olympiques : - Médaillé d'argent : 2024 | - Ligue des nations : - Troisième : 2025 |

## Distinctions individuelles
- Élu joueur du mois du RC Lens en octobre 2020.

### Décorations
- Chevalier de l'ordre national du Mérite (décret du 23 septembre 2024)[1]